# Castello di L'Ardara
Il castello di L'Ardara è un castello situato nei pressi di Groppo Arcelli, frazione del comune italiano di Piozzano, in provincia di Piacenza.
Situato sul crinale tra la val Luretta e la val Chiarone, a 7 km dal capoluogo comunale, è costruito su di un promontorio ben protetto su tre lati da rive scoscese, in una posizione che consente un'ampia visuale delle vallate sottostanti.

## Storia
Il maniero, citato nei documenti storici indifferentemente come Lardara  o Arderia, non fu protagonista di eventi significativi sotto i punti di vista storico e militare.
Il complesso fu, nel periodo compreso tra il XVI e il XVII secolo, di proprietà della nobile famiglia dei Dal Pozzo o Pozzi, la quale si estinse negli ultimi anni del Seicento.
Riattato a casa colonica e successivamente soggetto ad abbandono e degrado il castello è stato ristrutturato e, al netto delle pesanti trasformazioni a cui è stato soggetto, si trova in ottime condizioni di conservazione.

## Struttura
Del complesso originario sono state preservate alcune parti della cinta muraria dotata di feritoie, due torri angolari poste ai vertici opposti della cinta e caratterizzate da una base rettangolare. Oltre a queste sono presenti due torrette minori, poste a monte, lato sul quale si trovava in origine un accesso fortificato, che è poi stato sostituito da un portale realizzato in pietra, solo parzialmente conservato.
L'edificio che poteva originariamente essere identificato con il mastio, a cui sono state addossati in seguito corpi più recenti, presenta i resti di un arco gotico realizzato in arenaria. All'interno del castello, secondo la tradizione, si trovavano inizialmente anche un pozzo del taglio e una sala adibita a prigione.
L'edificio, che ha subito negli ultimi decenni trasformazioni ad uso agricolo, si trova in buono stato di conservazione dopo un restauro effettuato ad opera dell'ultimo proprietario.